# Thập niên 550
Thập niên 550 hay thập kỷ 550 chỉ đến những năm từ 550 đến 559.